# Raymond A. Spruance
Raymond Ames Spruance (3. srpnja 1886. – 13. prosinca 1969.), je bio admiral ratne mornarice Sjedinjenih Američkih Država.
Spruance je bio zapovjednik američkih snaga u nekoliko značajnih pomorskih bitaka za vrijeme rata na Pacifiku (Drugi svjetski rat), prije svega za vrijeme bitke za Midway te bitke u Filipinskom moru, koje su obje završile američkom pobjedom. Nakon završetka rata, bio je zapovjednik američke Pacifičke flote, zatim načelnik američke Pomorske akademije, te kasnije američki veleposlanik na Filipinima.
Američki povjesničar Samuel Eliot Morison ga je smatrao za jednog od najvećih američkih admirala u povijesti.

## Životopis
Raymond Ames Spruance je rođen u Baltimoreu, savezna država Maryland, SAD 3. srpnja 1886. Pomorsku akademiju u Annapolisu završio je 1907. godine. Do početka Drugog svjetskog rata, karijeru je proveo uglavnom služeći na razaračima i dva bojna broda. Bio je raspoređivan i na obavještajne, inženjerske i stožerne dužnosti, a određeno vrijeme proveo je i na Ratnom koledžu. Početak Drugog svjetskog rata dočekao je u činu kontraadmirala.

## Drugi svjetski rat
Prve ratne operacije zatekle su Spruancea na mjestu zapovjednika Pete divizije krstarica, koja je bila dio udarne grupe sastavljenu oko nosača zrakoplova Enterprise. Zapovjednik udarne grupe bio je viceadmiral Bill Halsey. Udarna grupa izvela je neke od prvih diverzija u ratu, kao napade na Maršalsko otočje, otok Wake, Marcus, te Doolitlov napad na Tokio, zbog kojeg su propustili bitku u Koraljnom moru, prvu pomorsku bitku u povijesti nosača zrakoplova.
Nakon bitke u Koraljnom moru, počele su intenzivne pripreme za obranu otoka Midway od japanske invazije (vidi Bitka kod Midwaya). Dotadašnji zapovjednik, Bill Halsey, se iznenada razbolio, pa je zapovjedništvo preuzeo Spruance. Njegovo imenovanje bilo je dočekano sa skepsom, s obzirom na to da nije imao nikakvo iskustvo u vođenju nosača zrakoplova. Međutim, sam Halsey je preporučio Spruancea zapovjedniku Pacifičke flote Nimitzu, pa je Spruance preuzeo zapovjedništvo nad udarnom grupom 16, koja se sastojala od nosača Enterprise i Hornet, uz pratnju krstarica i razarača. Cjelokupno zapovjedništvo preuzeo je admiral Frank Jack Fletcher, vodeći nosač Yorktown.
Iako brojčano i iskustvom izrazito podređeni, američke snage uspjele su potpuno iznenaditi japanske nosače, te potopivši četiri japanska nosača, uspjeli su nanijeti ogroman gubitak Japanskoj floti kojeg više nisu uspjeli nadoknaditi do kraja rata. Japanci su odustali od zauzimanja Midwaya, te su prešli u defanzivu sve do kraja rata. 
Spruance je odigrao ključnu ulogu kod Midwaya, ispravno tempirajući napade američkih zrakoplova, te u pravom trenutku se povukavši iz bitke, čime je izbjegao japansku zamku. Za svoje zasluge u bitki, zaslužio je odlikovanje.
Nakon bitke kod Midwaya, preuzeo je dužnost načelnika stožera i pomoćnika zapovjednika Pacifičke flote. U kolovozu 1943. ponovno je dobio zapovjedništvo nad flotom, ovaj put nad centralnom Pacifičkom flotom, odnosno, glavno zapovjedništvo snaga koje su zauzimale Gilbertsko i Maršalsko otočje. Nakon uspješno završenih operacija, imenovan je zapovjednikom Pete flote. Ovu flotu naizmjence su tijekom rata na Pacifiku vodili admirali Halsey (pod čijim se zapovjedništvom nazivala Treća flota) i Spruance.
U lipnju 1944, na čelu Pete flote, Spruance je vodio američku kampanju na Marijansko otočje. Zauzimanjem ovog otočja, Amerikanci bi na raspolaganje dobili zračne baze za izravni udar na Japan. U obranu, Japanci su poslali jake flotne snage pod zapovjedništvom admirala Ozawe. U velikoj bitci koja je uslijedila, japanski nosači zrakoplova pretrpjeli su teške gubitke u zrakoplovima, uz tri potopljena nosača. Međutim, Spruance je bio žestoko kritiziran, jer se suprotstavio progonu japanskih snaga u povlačenju, ne želeći napustiti obranu invazijskih snaga. Neki su smatrali da je time propuštena šansa za uništenje japanske flote na Pacifiku, međutim Spruance je bio svjestan mogućnosti da njegove snage budu odvučene s glavnog poprišta, čime bi Japanci mogli napasti s leđa. Upravo takav scenarij dogodio se nekoliko mjeseci kasnije, prilikom bitke u zaljevu Leyte, kada je američke snage (tada pod zapovjedništvom Halseya) odvukla japanska diverzija, te se američki mostobran našao nebranjen na udaru japanske flote.
Pri kraju rata, Spruance je vodio snage koje su zauzimale otoke Iwo Jima i Okinawa
Nakon završetka rata, u studenom 1945. Spruance je preuzeo zapovjedništvo nad Pacifičkom flotom.

## Završetak karijere
Spruance je ostao na čelu Pacifičke flote do veljače 1946. Nakon toga, preuzeo je mjesto predsjednika Mornaričkog ratnog koledža, do umirovljenja u srpnju 1948. Iako priznat kao jedan od najvećih američkih admirala u povijesti, za razliku od Halseya, nikad nije dobio promaknuće u najviši mornarički čin flotnog admirala.
Nakon umirovljenja, u siječnju 1952. preuzeo je dužnost američkog ambasadora na Filipinima. Tu dužnost je obavljao do 1955. 
Umro je 13. prosinca 1969. u Peeble Beach, California.
Do današnjeg dana, Spruance je ostao upamćen kao jedan od najvećih američkih mornaričkih stratega i legendi, čemu je prilično pridonijela i njegova osobna povučenost. U povijesti je ostao upamćen kao Tihi ratnik (en. Quiet Warrior).
U njegovu čast ime su dobila dva američka razarača.